# Arvid Ringheim
Arvid Ringheim (* 2. April 1880 in Kopenhagen; † 11. Dezember 1941 ebenda) war ein dänischer Schauspieler.

## Leben
Arvid Ringheim wuchs als Sohn von Henrik Ringheim (1853–1921) und dessen Frau Vilhelmine Fjeldsøe (1851–1911) gemeinsam mit sieben Geschwistern in Kopenhagen auf, wo er zeitlebens wohnte. Sein Zwillingsbruder Viking Ringheim (1880–1954) war ebenfalls als Schauspieler tätig.
Nach seinem Schulabschluss absolvierte er von 1897 bis 1900 seine Schauspielausbildung an der Eleveskole des Königlichen Theaters Kopenhagen, wo er am 24. Mai 1900 als Darsteller auch sein Bühnendebüt hatte. Er wirkte als Bühnendarsteller in zahlreichen Theaterstücken, Operetten, Musicals und Varieté-Shows mit, so unter anderem auch am Esbjerg-Theater, am Theater Helsingør, am Nørrebro-Theater, am Odense Teater oder am Betty-Nansen-Theater. Von 1910 bis 1924 gehörte Ringheim zum Schauspielerensemble des Kopenhagener Vergnügungsparks Tivoli. Von 1910 bis 1941 wirkte er als Schauspieler vor der Kamera in mehr als 30 Film-und-Fernsehproduktionen mit, darunter auch in mehreren Stummfilmen und in einem der zahlreichen Pat-und-Patachon-Filme. Er führte im Jahr 1911 bei einem Spielfilm die Regie und war auch als Drehbuchautor tätig.
Ringheim war ab dem 23. Februar 1915 bis zu seinem Tod mit Marie Jenny Olsen (1893–1954) verheiratet. Aus der Ehe gingen zwei Töchter hervor, die Schauspielerinnen Gudrun Ringheim (1915–1971) und Lise Ringheim (1926–1994). Er starb im Dezember 1941 im Alter von 61 Jahren. Seine Grabstätte befindet sich auf dem Kopenhagener Garnisons-Friedhof.

## Filmografie (Auswahl)
- 1910: Kobenhavn ved nad
- 1911: Spione
- 1912: Blaues Blut
- 1916: Das elektrische Hotel
- 1930: Pat und Patachon als Kunstschützen
- 1940: So ein Mädel vergisst man nicht